# イトーピア一碧湖畔別荘地
イトーピア一碧湖畔別荘地（イトーピアいっぺき こはんべっそうち）とは、静岡県伊東市の吉田・十足・富戸にまたがって所在している、大規模な温泉付き別荘地。

## 概要
伊東市の中西部、一碧湖南方から大室山北隣にあるゴルフ場「ゴールド川奈カントリークラブ」にかけての、なだらかな上りの丘陵地帯一帯に造成されている大規模な温泉付き別荘地。総区画約1120、総棟数約800、定住数約260世帯。
一碧湖の北西部「大池（おおいけ）」南方から、「ゴールド川奈カントリークラブ」にかけて開発されている、比較的小さな区画が集まる「A地区」と、一碧湖の南東部「沼池（ぬまいけ）」南方に開発されている比較的大きな区画が集まる「B地区」に分かれる。
1970年（昭和45年）から分譲開始。管理は伊藤忠グループの「アイ・ピー管理株式会社」。

## 交通・アクセス
一碧湖・イトーピア方面を経由して、伊東駅と伊豆シャボテン公園をつなぐ東海バスの路線バスが毎日10往復程度通っている。最寄りのバス停は、
- 一碧湖遊歩道口
- イトーピア入口
- 池田美術館
- セントラルパーク
- 初島台

など。
内陸部のため、海寄りを通る伊豆急行線の駅とは距離がある。川奈駅までは約5.5km、伊豆高原駅までは約7km。